# Jules A. Hoffmann
Jules A. Hoffmann (født 2. august 1941) er en luxembourgsk-fransk biolog. Sammen med Bruce A. Beutler modtog han i 2011 halvdelen af Nobelprisen i fysiologi eller medicin for "deres opdagelser vedrørende aktivering af medfødt immunitet". Den anden halvdel af prisen tilfaldt Ralph M. Steinman. 
Jules Hoffmann er forskningsleder og bestyrelsesmedlem ved Centre national de la recherche scientifique (CNRS) i Strasburg, Frankrig. I 2007 blev han præsident for Académie des sciences i Frankrig.

## Forskning
- [B@9eea30--1961565070 Arkiveret 10. august 2017 hos  Wayback Machine Bruno Lemaitre and Jules Hoffmann: "The Host Defense of Drosophila melanogaster" (Annual Review of Immunology. 2007, nr 25, s. 697–743) (engelsk)
- Marie Gottar, Vanessa Gobert, Alexey A. Matskevich, Jean-Marc Reichhart, Chengshu Wang, Tariq M. Butt, Marcia Belvin, Jules A. Hoffmann and Dominique Ferrandon: "Dual Detection of Fungal Infections in Drosophila via Recognition of Glucans and Sensing of Virulence Factors" (Cell 127, 1425–1437, December 29, 2006 ª2006 Elsevier Inc.) (Webside ikke længere tilgængelig) (engelsk)
- Cécile Frolet, Martine Thoma, Ste´phanie Blandin, Jules A. Hoffmann, and Elena A. Levashina: "Boosting NF-kB-Dependent Basal Immunity of Anopheles gambiae Aborts Development of Plasmodium berghei" (Immunity 25, 677–685, October 2006 ª2006 Elsevier Inc.) (Webside ikke længere tilgængelig)
- Jules A. Hoffmann: "The immune response of Drosophila" (Nature; vol 426M 6 November 2003)